# Riachão das Neves
Riachão das Neves – miasto i gmina w Brazylii, w stanie Bahia. Znajduje się w mezoregionie Extremo Oeste Baiano i mikroregionie Barreiras.